# Ecotecnologia
A ecotecnologia é uma ciência aplicada que busca atender às necessidades humanas, causando o mínimo de perturbação ecológica, aproveitando e manipulando as forças naturais para alavancar seus efeitos benéficos. A ecotecnologia integra dois campos de estudo: a "ecologia da técnica" e a "técnica da ecologia", exigindo uma compreensão das estruturas e processos dos ecossistemas e sociedades. Toda engenharia sustentável que reduza os danos aos ecossistemas, adote a ecologia como base fundamental e assegure a conservação da biodiversidade e o desenvolvimento sustentável podem ser consideradas formas de ecotecnologia.
A ecotecnologia enfatiza a abordagem de um problema de um ponto de vista holístico. Por exemplo, a remediação de rios não deve considerar apenas uma única área. Em vez disso, toda a área de captação, que inclui as seções a montante, médio e a jusante, deve ser considerada.
A construção pode reduzir seu impacto na natureza consultando especialistas em meio ambiente.
O desenvolvimento sustentável requer a implementação de tecnologias ecológicas que sejam eficientes e adaptadas às condições locais. A ecotecnologia permite melhorar o desempenho econômico enquanto minimiza os danos ao meio ambiente por:
- Aumentando a eficiência na seleção e uso de materiais e fontes de energia;
- Controle de impactos nos ecossistemas;
- Desenvolvimento e melhoria permanente de processos e produtos mais limpos;
- Marketing ecológico;
- Introdução de sistemas de gestão ambiental nos setores de produção e serviços;
- Desenvolvimento de atividades para aumentar a consciência da necessidade de proteção ambiental e promoção do desenvolvimento sustentável pelo público em geral;

Durante o Ecotechnics '95 - Simpósio Internacional de Engenharia Ecológica em Östersund, Suécia, os participantes concordaram com a definição: "Ecotechnics é definido como o método de projetar sociedades futuras dentro de estruturas ecológicas."